# Куренбель
Куренбе́ль (каз. Күреңбел) — село у складі Жуалинського району Жамбильської області Казахстану. Адміністративний центр Куренбельського сільського округу.
До 1993 року село називалось Самсоновка, до нього також було приєднано село Тонкеріс.
Населення — 1816 осіб (2021; 1933 у 2009, 1885 у 1999, 2073 у 1989).